# Laodike (Tochter des Ikarios)
Laodike (altgriechisch Λαοδίκη Laodíkē) ist in der griechischen Mythologie die Tochter des Ikarios und der Asterodia und Schwester der Penelope.